# 6363 Doggett
6363 Doggett este un asteroid din centura principală de asteroizi.

## Descriere
6363 Doggett este un asteroid din centura principală de asteroizi. A fost descoperit pe 6 februarie 1981 la Stația Anderson Mesa de Edward L. G. Bowell. El prezintă o orbită caracterizată de o semiaxă mare de 2,31 ua, o excentricitate de 0,15 și o înclinație de 5,7° în raport cu ecliptica.